# Padiernos (kommunhuvudort)
Padiernos är en kommunhuvudort i Spanien.   Den ligger i provinsen Provincia de Ávila och regionen Kastilien och Leon, i den centrala delen av landet, 100 km väster om huvudstaden Madrid. Padiernos ligger 1 106 meter över havet och antalet invånare är 220.
Terrängen runt Padiernos är kuperad västerut, men österut är den platt. Runt Padiernos är det ganska glesbefolkat, med 48 invånare per kvadratkilometer. Närmaste större samhälle är Ávila, 12,9 km öster om Padiernos. Trakten runt Padiernos består till största delen av jordbruksmark.